# Karlsruher Verkehrsverbund
Karlsruher Verkehrsverbund (KVV, z niem. dosłownie: Związek Komunikacyjny Karlsruhe) – stowarzyszenie podmiotów administracji publicznej zamawiających usługi przewozowe w regionie Środkowego Górnego Renu i miasta Karlsruhe, założone w 1994 roku.
W skład KVV wchodzą powiaty: Germersheim, Karlsruhe, Rastatt, Südliche Weinstraße oraz miasta Baden-Baden, Karlsruhe i Landau in der Pfalz. Strefa wspólnej taryfy KVV przekracza jednak obszar wymienionych podmiotów. Związkowi komunikacyjnemu dała początek wspólnota taryfowa między Verkehrsbetriebe Karlsruhe a Albtal-Verkehrs-Gesellschaft w Karlsruhe.
Karlsruher Verkehrsverbund odpowiada za planowanie publicznego transportu zbiorowego, taryfę przewozową, marketing oraz podział przychodów. Zamawianie przewozów stanowi jednak bezpośrednią kompetencję gmin względnie kraju związkowego Badenia-Wirtembergia.
Od 2 sierpnia 2006 r. kierownikiem KVV jest dr Walter Casazza, wcześniejszy dyrektor Innsbrucker Verkehrsbetriebe. Poprzednikiem Casazzy był Dieter Ludwig.
Z obszarem przynależnym do KVV graniczą następujące związki komunikacyjne:
- Verkehrsverbund Rhein-Neckar
- Heilbronner Verkehrsverbund
- Tarifverbund Ortenau
- Verkehrsgesellschaft Bäderkreis Calw
- Verkehrs-Gemeinschaft Landkreis Freudenstadt
- Verkehrsverbund Pforzheim-Enzkreis